# Koroglus disparalatus
Koroglus disparalatus är en insektsart som beskrevs av Ünal 2002. Koroglus disparalatus ingår i släktet Koroglus och familjen vårtbitare. Inga underarter finns listade i Catalogue of Life.